# Célula de Hadley
A Célula de Hadley é um modelo de circulação fechada da atmosfera terrestre predominante nas latitudes equatoriais e tropicais. Esta circulação está intimamente relacionada aos ventos alísios, às zonas tropicais úmidas, desertos subtropicais e correntes de jato. Há três células de circulação primárias, conhecidas como célula de Hadley, célula de Ferrel e célula Polar.

## Mecanismo

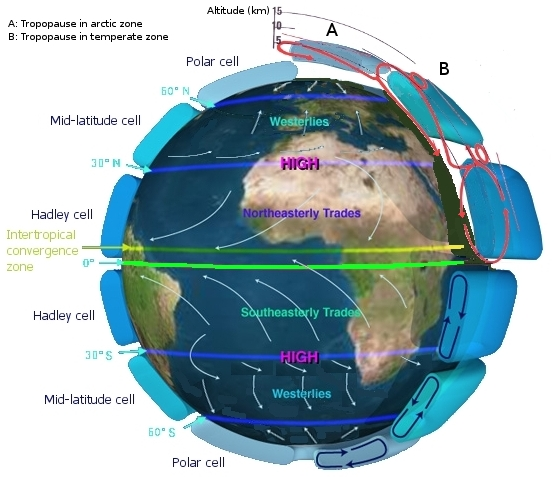
Células de Hadley localizadas na circulação atmosférica da Terra

A circulação de Hadley se origina pelo transporte de calor desde as zonas equatoriais até as latitudes médias, onde a quantidade de radiação solar incidente é normalmente muito menor. As células de Hadley estendem-se desde o equador até latitudes de aproximadamente 30º, em ambos os hemisférios. Este calor é transportado em um movimento celular, com o ar ascendendo por convecção nas regiões equatoriais e deslocando-se até as latitudes superiores, pelas camadas atmosféricas mais altas. A subida do ar quente no equador está acompanhada pela formação frequente de tempestades convectivas na chamada Zona de Convergência Intertropical.
A principal força motriz da circulação atmosférica é o aquecimento pelo Sol, que em média é maior no equador e menor nos polos. A circulação atmosférica transporta energia em direção aos polos, reduzindo assim o gradiente de temperatura entre o equador e os polos. Os mecanismos pelos quais isto acontece são diferentes nas latitudes tropicais e extratropicais.
Entre as latitudes 30°N e 30°S, este transporte de energia se dá por um mecanismo relativamente simples de movimento circular, com ar ascendente perto do equador, movimento em direção ao polo perto da tropopausa, ar descendente nos subtrópicos e retorno em direção ao equador perto da superfície. Já nas latitudes mais altas, o transporte de energia se dá por meio de ciclones e anticiclones, que fazem o ar relativamente quente se mover em direção ao polo e o ar frio em direção ao equador, no mesmo plano horizontal. A célula de circulação tropical é conhecida como célula de Hadley. Por que ela se estende somente até os 30 graus de latitude e o que determina a sua força são questões tratadas pela moderna meteorologia dinâmica.

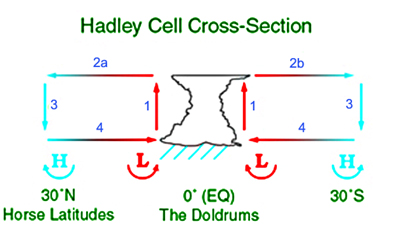
A célula de Hadley transporta calor e umidade dos trópicos para as latitudes médias setentrional e meridional

Perto da tropopausa, à medida que o ar se move em direção ao polo na célula de Hadley, ele é desviado para leste pela Força de Coriolis, que desvia os ventos para a direita no hemisfério norte e para a esquerda no hemisfério sul, criando as correntes de jato subtropicais que fluem de oeste para leste. Analogamente, perto da superfície, o fluxo de retorno em direção ao equador é desviado para oeste pela força de Coriolis. Os ventos de superfície resultantes, com componentes em direção ao equador e ao oeste, são conhecidos como ventos alísios.
A região onde se precipita a massa de ar na célula de Hadley é chamada, em inglês, de “horse latitude” (“latitude dos cavalos”, tecnicamente chamada em português “cinturão subtropical de alta pressão”). De acordo com a história, nos tempos em que os capitães dos navios contavam com o vento para chegar aos seus destinos, enfrentar uma calmaria era frequentemente uma má notícia para os cavalos que estivessem a bordo, pois eles eram jogados ao mar para preservar a água escassa.

## História da descoberta
No início do século XVIII, George Hadley, um advogado e meteorologista amador inglês, estava insatisfeito com a teoria que o astrônomo Edmond Halley havia proposto para explicar os ventos alísios. O que era sem dúvida correto na teoria de Halley era que o aquecimento solar cria um movimento ascendente de ar equatorial, e a massa de ar das latitudes vizinhas deve fluir para ocupar o espaço da massa que ascendeu. Mas, para o componente em direção ao oeste dos ventos alísios, Halley tinha proposto que, no seu trajeto através do céu, o Sol aquece a massa de ar diferentemente ao longo do dia. Hadley não estava satisfeito com esta parte da teoria de Halley e reconheceu que a rotação da Terra influencia a direção tomada pela massa de ar que se move em relação à Terra,. Ele foi o primeiro a propor isso. A teoria de Hadley, publicada em 1735, permaneceu desconhecida, mas ela foi redescoberta independentemente várias vezes. Um dos redescobridores foi John Dalton, que depois ficou sabendo da precedência de Hadley.
Com o tempo, o mecanismo proposto por Hadley se tornou aceito, e seu nome foi gradativamente associado a ele. No final do século XIX, ficou demonstrado que a teoria de Hadley era deficiente em vários aspectos. Um dos primeiros a propor a dinâmica correta foi William Ferrel, cuja teoria levou muitas décadas para ser aceita, e mesmo hoje a teoria de Hadley ainda pode ser encontrada, particularmente em livros populares e sítios da Internet. A teoria de Hadley foi geralmente aceita por tempo suficiente para tornar seu nome universalmente associado ao padrão de circulação na atmosfera tropical.

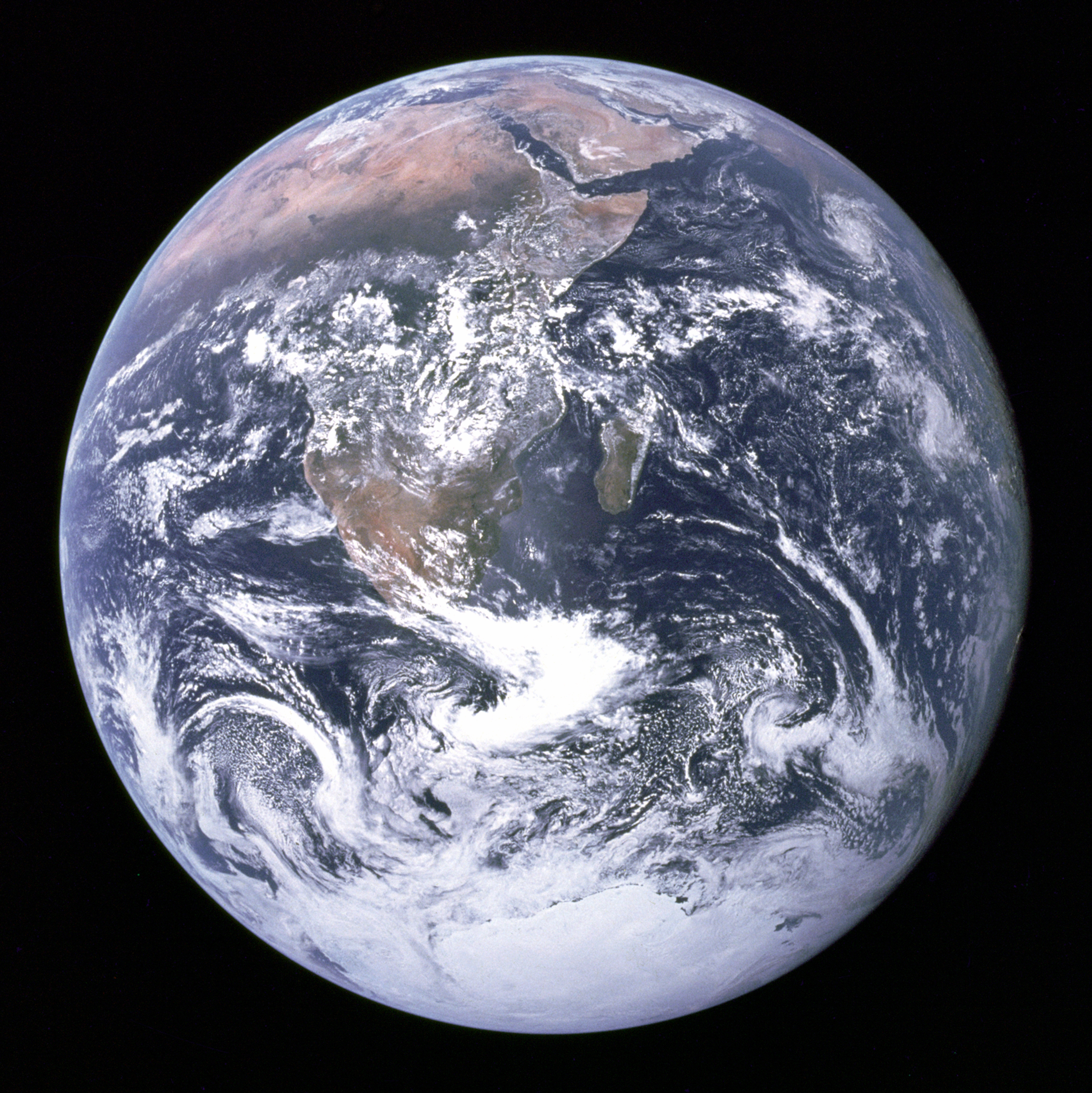
Formações de nuvens numa imagem famosa da Terra, tirada da Apollo 17, com a circulação diretamente visível

## Impactos relevantes na precipitação provocados pela latitude
A região em que os fluxos superficiais que se movem em direção ao equador convergem e ascendem é conhecida como zona de convergência intertropical (ZCIT), uma área de tempestades com grandes precipitações.
O ar descendente é seco, por ter perdido a maior parte do vapor d'água em condensação e chuva no trecho superior da circulação. Baixas umidades relativas são produzidas à medida que o ar é aquecido adiabaticamente devido à compressão, quando ele descende para uma região de pressão mais alta. Os subtrópicos são relativamente livres da convecção, ou tempestades, que são comuns no cinturão equatorial de movimento ascendente. Muitos dos desertos do mundo estão localizados nestas latitudes subtropicais.
Há evidências de que a expansão da célula de Hadley se deve à mudança climática. A maioria das regiões mais secas e áridas da Terra estão localizadas nas áreas sob os trechos descendentes da circulação de Hadley, em torno de 30° de latitude.    Tanto os modelos climáticos teóricos quanto os experimentais mostram que a célula de Hadley se expande com o aumento da temperatura média global (talvez até 2 graus de latitude ao longo do século XXI).  Isto pode levar a grandes mudanças na precipitação nas latitudes nos limites das células. Os cientistas temem que o atual aquecimento global possa causar mudanças drásticas aos ecossistemas nos altos trópicos e que os desertos se tornem mais secos e se expandam. À medida que as áreas em torno dos 30 graus de latitude se tornem mais secas, os habitantes dessas regiões terão menos chuva que o esperado, o que poderá causar problemas com a alimentação e a própria habitabilidade.
A expansão da célula de Hadley é uma clara indicação da mudança climática, podendo afetar a temperatura média da Terra de forma drástica. Uma expansão da célula de Hadley em direção aos polos poderá ter um impacto dramático em lugares como o sudoeste da América do Norte, o Mediterrâneo, o sul da América do Sul, o sul da Ásia e a Austrália.